# Tanner Novlan
Tanner Novlan (ur. 9 kwietnia 1986 w Edmonton) – kanadyjski aktor i model.
Odtwórca roli doktora Johna „Finna” Finnegana w operze mydlanej CBS Moda na sukces (2020–).
12 września 2015 zawarł związek małżeński z aktorką Kaylą Ewell. Mają córkę Poppy Marie (ur. 16 lipca 2019) i syna Jonesa Douglasa (ur. 2022).

## Filmografia

### Seriale
- 2010: Kości (Bones) jako Paul Linoto
- 2012: Parenthood jako Jake
- 2014: Partnerki (Rizzoli & Isles) jako Wayne Bowman
- 2020: Współczesna rodzina (Modern Family) jako Liam
- 2020–2021: Roswell, w Nowym Meksyku (Roswell, New Mexico) jako Gregory Manes
- 2020–: Moda na sukces (The Bold and the Beautiful) jako John „Finn” Finnegan